# Hervé Le Corre
Hervé Le Corre (Bordeus, 1955) és professor i escriptor. Les seues obres, de temàtica policíaca, han obtingut nombrosos premis.

## Biografia
Va estudiar literatura a la Universitat de Bordeus Montaigne i treballa com a professor de literatura en un col·legi de Bègles.
Va començar a escriure als 30 anys. En 1990 va publicar la seua primera novel·la, La douleur des morts. En 2005 va rebre el Prix Mystère de la critique i el Grand prix du roman noir de la ville de Paris per L'homme aux lèvres de saphir. També ha estat distingit amb premis com el Grand prix de littérature policière o el Prix du Polar Européen, entre d'altres.

## Obra[6]
- La douleur des morts (Gallimard, 1990)
- Du sable dans la bouche (Rivages, 1993)
- Les Effarés (Points, 1996)
- Copyright (Gallimard, 2001)
- L'Homme aux lèvres de saphir (Rivages, 2004)
- Tango parano (Éditions Atelier, 2006)
- Trois de chute (Pleine Page, 2007)
- Les Cœurs déchiquetés (Rivages, 2009)
- Derniers retranchements (Rivages, 2011)
- Aprés la guerre (Rivages, 2014)
- Prendre les loups pour des chiens (Rivages, 2017), versió catalana d'Albert Pejó: Gossos i llops (Bromera, 2018)[7]
- Dans l'ombre du brasier (Rivages, 2019), versió catalana d'Albert Pejó: Sota les flames (Bromera, 2019)[4]

## Premis i reconeixements[8]
- Prix Mystère de la critique 2005 per L'homme aux lèvres de saphir.
- Grand prix du roman noir de la ville de Paris 2005 per L'homme aux lèvres de saphir.
- Grand prix de littérature policière 2009 per Les coeurs déchiquetés.
- Prix Mystère de la critique 2010 per Les coeurs déchiquetés.
- Prix Landernau 2014 per Après la guerre.
- Prix Michel-Lebrun 2014 per Après la guerre.
- Prix du Polar Européen 2014 per Après la guerre.
- Prix Rivages des Libraires 2018 per Prendre les loups pour des chiens.